# Túrkeve
Túrkeve est une ville et une commune du comitat de Jász-Nagykun-Szolnok en Hongrie. Le hameau de Pusztatúrpásztó, lieu de naissance des frères Alexander, Zoltan et Vincent Korda, dépend administrativement de la ville de Túrkeve.

## Histoire
Depuis la fin de l'occupation ottomane jusqu'en 1918, le village (nommé TURKEVI avant 1871) fait partie de la monarchie autrichienne (empire d'Autriche), dans la province de Hongrie en 1850 ; après le compromis de 1867, évidemment dans la Transleithanie, au Royaume de Hongrie. Le bureau de poste est ouvert en 1853.

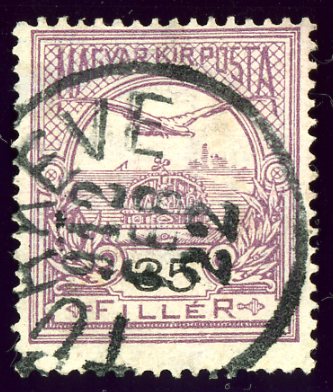
Timbre du Royaume de Hongrie, oblitéré Túrkeve en 1912